# Nationaal Park Soomaa
Het Nationaal Park Soomaa (Estisch: Soomaa rahvuspark, de naam betekent Moerasland) is het op een na grootste nationale park in Estland, opgericht in 1993. Het omvat een laaggelegen gebied van 370 km² in het zuidwesten van het land, aan de rand van het hoger gelegen Plateau van Sakala. Het gebied bestaat uit hoogveenmoerassen en ooibossen. Het gebied wordt afgewaterd door de rivier de Navesti en zijrivieren als de Halliste en de Raudna, die de vijf grote moerassen van elkaar scheiden. Daartoe behoort Kuresoo, met 110 km² het grootste aaneengesloten hoogveenmassief van Estland.
Karakteristiek voor het park is het zogenaamde "vijfde jaargetijde", zoals de periode aan het eind van de winter wordt genoemd waarin het gebied door smeltwater wordt overstroomd: het waterpeil kan dan in een paar dagen enkele meters stijgen.
Tot de 45 zoogdiersoorten in Soomaa behoren het edelhert, de wolf, de bruine beer, de lynx, de eland, de bever en de otter. Ook de bedreigde vliegende eekhoorn is er te vinden. Tot de 160 soorten vogels die er zijn waargenomen, behoren de steenarend, het moerassneeuwhoen, het smelleken, de slechtvalk, het bokje en de poelsnip. Tijdens de vogeltrek in voorjaar en najaar wordt het gebied aangedaan door de kraanvogel, wilde zwaan en diverse soorten ganzen. 
Het park is sinds 1997 een internationaal Ramsargebied.
In het midden van het park bevindt zich een bezoekerscentrum. Er zijn wandelroutes uitgezet, deels over loopplanken. Door de waterrijkdom is het gebied geschikt voor kano's. Van april tot oktober kan men kanovaren, de kano's zijn gemaakt van een uitgeholde boomstam. In de winter is het gebied toegankelijk met sneeuwschoenen, sleden en cross country skies.